# سوپ سیب‌زمینی شیرین
سوپ سیب زمینی شیرین یک دسر چینی است که در جنوب چین و هنگ کنگ یافت می‌شود.

## غذاهای کانتونی

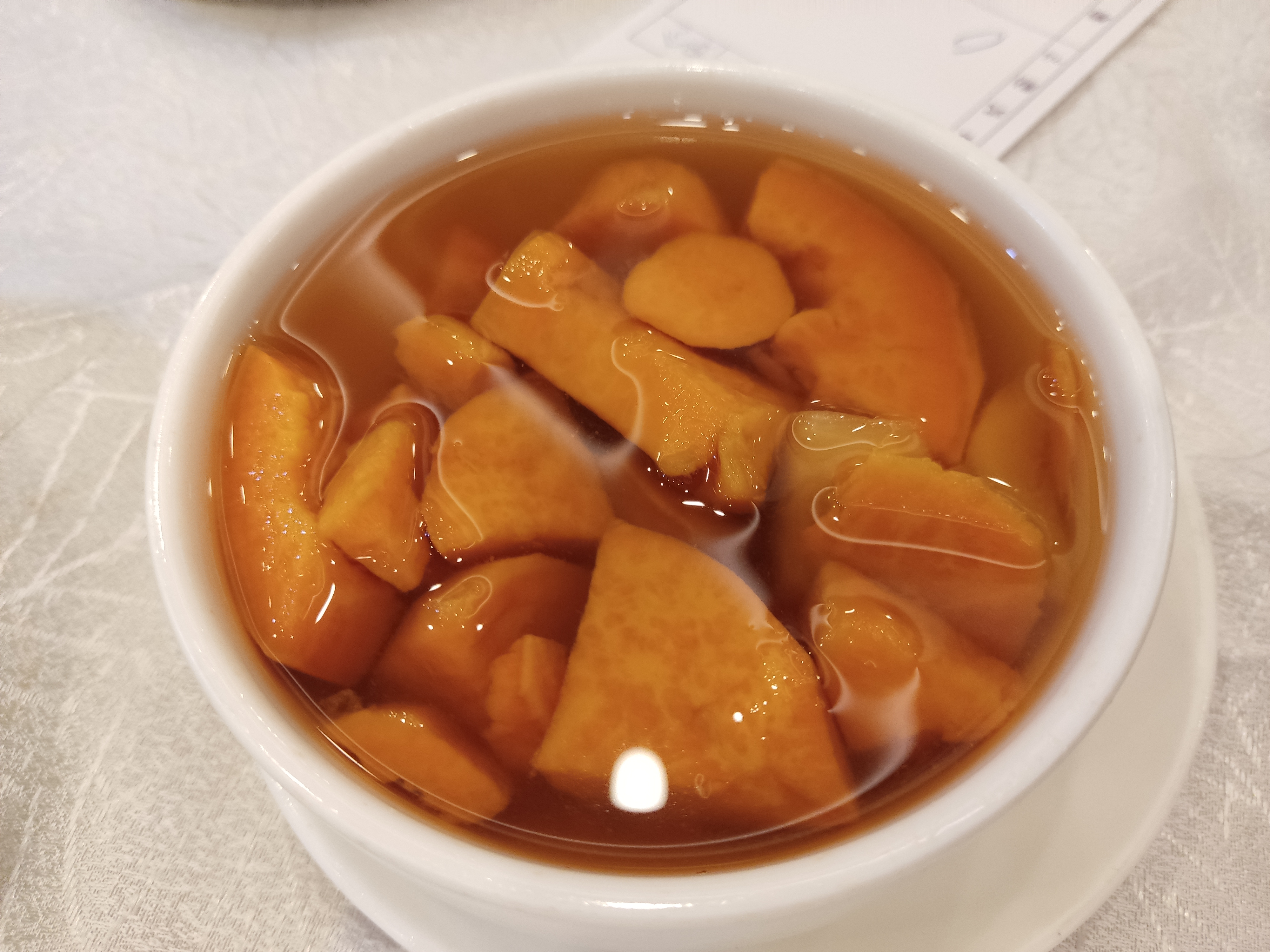
سوپ سیب زمینی شیرین

در غذاهای کانتونی، آن را به عنوان سوپ تانگ سوئی یا سوپ شیرین دسته‌بندی می‌کنند، از این رو نام چینی به آن گرفته شده‌است. سوپ معمولاً از نظر بافت نازک است، اما طعم آن قوی است. دستور پخت آن ساده است و شامل جوشاندن سیب زمینی شیرین برای مدت طولانی با نبات و زنجبیل است. سیب زمینی شیرین یکی از رایج‌ترین و فراوان‌ترین سبزیجاتی است که در چین رشد می‌کند. سوپ سیب زمینی شیرین با دستور العمل ساده و عرضه محصولات زیاد، یکی از در دسترس‌ترین و مقرون به صرفه‌ترین تانگ سوئی در منطقه است.